# Bleron Krasniqi
Bleron Krasniqi (* 18. Mai 2002 in Ferizaj) ist ein kosovarisch-deutscher Fußballspieler, der für die Kapfenberger SV spielt.

## Karriere
Bleron Krasniqi wurde im Süden des Kosovo geboren und zog im Kindesalter mit seinen Eltern nach Deutschland. Er schloss sich 2007 zunächst dem SC Tornado Westig in Hemer an. Über die Zwischenstation FC Iserlohn gelangte er 2015 in die Knappenschmiede des FC Schalke 04. Bei den B-Junioren (U17) erwies sich der Stürmer als sicherer Torschütze; in 24 Spielen gelangen ihm 12 Treffer. Als 17-Jähriger absolvierte Bleron Krasniqi sein erstes Spiel bei den A-Junioren (U19).
Als er noch im zweiten Jahr für die Schalker U 19 spielte, wurde er im Dezember 2020 erstmals in das Regionalliga-Team von FC Schalke 04  II berufen, sieben weitere Einsätze dort folgten. Nominell gehört er dem Kader des FC Schalke 04 II seit Beginn der Saison 2021/22 an. Am 23. Juli 2021 bestritt Bleron Krasniqi zum Auftakt der Zweitliga-Saison sein erstes Spiel für das Profi-Team der Schalker, als er im Heimspiel gegen den Hamburger SV (1:3) eingewechselt wurde. Dies blieb sein einziger Profieinsatz für Schalke.
Zur Saison 2022/23 wurde Krasniqi an den Regionalligisten Berliner AK 07 verliehen. Während der Leihe kam er zu 28 Einsätzen für den BAK, in denen er vier Tore erzielte. Zur Saison 2023/24 kehrte er wieder zu Schalkes Reserve zurück, für die er zu weiteren 14 Einsätzen kam.
Zur Saison 2024/25 verließ er Schalke schließlich endgültig und schloss sich dem österreichischen Zweitligisten Kapfenberger SV an.